# Oenocarpus andersonii
Oenocarpus andersonii är en enhjärtbladig växtart som beskrevs av Balick. Oenocarpus andersonii ingår i släktet Oenocarpus och familjen Arecaceae. Inga underarter finns listade i Catalogue of Life.